# Federazione di hockey su ghiaccio della Georgia
La Federazione georgiana di hockey su ghiaccio (geo. საქართველოს ყინულის ჰოკეის ფედერაცია) è un'organizzazione fondata per governare la pratica dell'hockey su ghiaccio in Georgia.
Ha aderito all'International Ice Hockey Federation l'8 maggio 2009.